# マン・ウェイチョン
マン・ウェイチョン（英語: Man Wei Chong、中国語: 萬煒聰、1999年9月5日 - ）は、マレーシアの男子バドミントン選手。

## 経歴
同世代のティー・カイウンとペアを組む。
2022年、シド・モディ・インターナショナルで優勝。BWFワールドツアー初タイトル獲得となった。
同年の台湾オープンでは、決勝でオリンピックチャンピオンの李洋 / 王齊麟を破って優勝した。
2023年、5月のマレーシア・マスターズでは、準々決勝で第3シードのモハマド・アッサン / ヘンドラ・セティアワンを破り、準決勝で第8シードのレオ・ローリー・カルナンド / ダニエル・マーティンを破る。しかし決勝で、韓国の姜敏赫 / 徐承宰に敗れ準優勝となった。
6月の台湾オープンでは、準決勝で同胞かつ第1シードのオン・ユーシン / テオ・イーイを破り、決勝では台湾ペアを破り、台湾オープン2連覇を果たした。